# Roger Duchêne
Pour les articles homonymes, voir Duchêne.
Roger Duchêne, né à Saint-Nazaire le 3 février 1930 et mort à Marseille le 25 avril 2006, est un écrivain et historien français, spécialiste de Madame de Sévigné et de l'art épistolaire, biographe de Molière, La Fontaine, Marcel Proust et historien de la ville de Marseille.

## Biographie
Professeur des Universités après avoir été professeur au lycée de Bourg-en-Bresse, puis au lycée Thiers à Marseille (1955-1959), Roger Duchêne a, pendant trente ans, enseigné la littérature française du XVIIe siècle à l'Université d'Aix-Marseille. Il y a été successivement assistant, maître de conférences (1964) et professeur (1970). Il en était professeur émérite depuis septembre 1990.
Né à Saint-Nazaire, le 3 février 1930, Roger Duchêne a été bachelier (mathématiques élémentaires), licencié (lettres classiques et certificat de philosophie générale), agrégé de l'Université (lettres), docteur d’État (1969). Il a été membre élu du CCU (Comité consultatif des universités) puis CSCU (Conseil supérieur consultatif des universités) (1977-1982). Il a été treize ans (1978-1991) directeur de l'URA 10 45 (Unité de recherche associée au CNRS) sur le programme La Découverte de la Provence au XVIIe siècle. La Circulation des idées.
Dix ans vice-président de la Société d'étude du XVIIe siècle (1970-1980), il a fondé en 1971 le CMR17 (Centre Méridional de Rencontres sur le XVIIe siècle), dont il est président honoraire après en avoir été président jusqu'en 1998. Sous sa présidence, le CMR 17 a organisé vingt-quatre colloques internationaux, les dix premiers à Marseille, les suivants en alternance à Marseille et dans diverses universités françaises (1981, Nice ; 1983, Toulouse ; 1985, Grenoble ; 1990, Bordeaux) et étrangères (1987, Tübingen ; 1989, Oxford ; 1992, Gênes), puis au château de Grignan en 1996.
Roger Duchêne a longtemps collaboré à la presse régionale, où il a publié entre 1969 et 1980, notamment dans le Provençal et les Nouvelles Affiches de Marseille, nombre d'articles sur la littérature contemporaine, les questions universitaires, l'histoire de Marseille et de la Provence. Il a produit trois émissions de télévision et une série radiophonique sur FR3 Marseille. Il a été de 1990 à 1995 directeur d'une revue trimestrielle illustrée, Marseille, la revue culturelle de la ville. À l’occasion des 2600 ans de la ville, il a publié chez Fayard une « biographie » de la ville de Marseille (avec la collaboration de Jean Contrucci).
Roger Duchêne a été l'invité de Bernard Pivot à Apostrophes en 1982 et 1984 pour ses biographies de Mme de Sévigné et de Ninon de Lenclos, puis en mars 1995 à Bouillon de Culture (rediffusion en juin de la même année) pour la nouvelle édition de sa biographie de La Fontaine. Il a aussi été l'invité de Philippe Tesson, le 21 mars 1996 au Salon du livre à Paris, dans son émission Ah! quels titres, pour son livre Mme de Sévigné, naissances d’un écrivain. Il a également publié une biographie de Mme de La Fayette et une biographie minutieuse de Marcel Proust sous le titre L'Impossible Marcel Proust.

## Distinctions
- Membre de l'Académie de Marseille

### Prix littéraires
- Prix Georges-Dupau de l'Académie française, (1979).
- Prix Biguet de l’Académie française, (1983).
- Prix Louis-Barthou de l’Académie française, (1991).
- Prix de la Biographie de l’Académie française, (1998).
- Prix Pierre-Georges-Castex de littérature française de l'Académie des sciences morales et politiques, (1998).
- Grand Prix de l'Essai de la Société des gens de lettres de France, (2002).

## Publications
- Mme de Sévigné, Paris-Bruges, Desclée De Brouwer, coll. « Les Écrivains devant Dieu » (no 20), 1968
- Réalité vécue et art épistolaire. Madame de Sévigné et la lettre d'amour, Bordas, 1970 (réimpr. Klincksieck, 1992.) (OCLC 507144).
- À la Recherche de l'Université, Paris, Bordas, 1972.
- Madame de Sévigné, ou, La chance d'être femme, Paris, Fayard, 1982 (ISBN 2-213-01136-2, LCCN 82177275)
- Chère Madame de Sévigné..., Paris, Gallimard, coll. « Découvertes Gallimard / Littératures » (no 253), 1995, rééd. 2004.
- Madame de Sévigné, Correspondance, Paris, Gallimard, coll. "La Pléiade", t. I, 1972, ; t. II, 1974 ; t. III, 1978; plusieurs rééditions, dont celle des trois volumes en 2005.
- Madame de Sévigné et la lettre d'amour, Paris, Bordas, 1970 ; rééd., Paris, Klincksieck, 1992, 2012.
- Naissances d'un écrivain: Madame de Sévigné, Paris, Fayard, 1996.
- L'Impossible Marcel Proust, Paris, Robert Laffont, 1994.
- La Fontaine, Paris, Fayard, 1990, rééd. 1995.
- Molière, Paris, Fayard, 1998; rééd. 2006.
- Ninon de Lenclos, la courtisane du Grand Siècle, Paris, Fayard, 1984; rééd. 1987.
- Histoire de Marseille, vingt-six siècles d'aventures, (préface de Jean-Claude Gaudin), Autres Temps, 1999.
- Madame de La Fayette, Paris, Fayard, 1988, rééd. 2000.
- Marseille (en collaboration avec Jean Contrucci), Paris, Fayard, 1999.
- Être femme au temps de Louis XIV, Paris, Perrin, 2004.
- Les Précieuses ou comment l'esprit vint aux femmes, Paris, Fayard, 2001.
- Mon Dix-septième siècle: de Mme de Sévigné à Marcel Proust, cédérom.
- Comme une lettre à la poste : les progrès de l'écriture personnelle sous Louis XIV, Paris, Fayard, 2006, 370 p. (ISBN 978-2-213-62835-6 et 2213628351, LCCN 2006466229).